# Mortera
Mortera es una localidad situada al norte del municipio de Piélagos (Cantabria, España). Está a 69 metros de altitud, y a 16 kilómetros de la capital municipal, Renedo de Piélagos. En el año 2023 contaba con una población de 2365 habitantes, para el año 2024 descendió a los 2323 habitantes (INE).

## Barrios
Los barrios que componen esta localidad son los siguientes: El Padrón, El Cuco, El Sartal, La Puntanía, Solana, Picota, La Valleja, Pozo la Torre, La Atalaya, San Julián, La Mar, El Rodil y La Pepía.

## Geografía
Está situado a las faldas de la sierra de Liencres a 69 m s. n. m. Dista dos kilómetros de la costa y del parque natural de las Dunas de Liencres.
Desde esta localidad se puede acceder a los montes de la Picota y el Tolío, desde los que hay buenas vistas del Abra del Pas.

## Comunicaciones
Acceso a través de la autovía A-67 (salida 197 dirección Liencres) y de la carretera autonómica CA-303.
Línea de autobuses: Alsa.
Estación de ferrocarril Mortera-Mompía de FEVE, a 2 km, Línea Cabezón de la Sal - Santander.

## Patrimonio

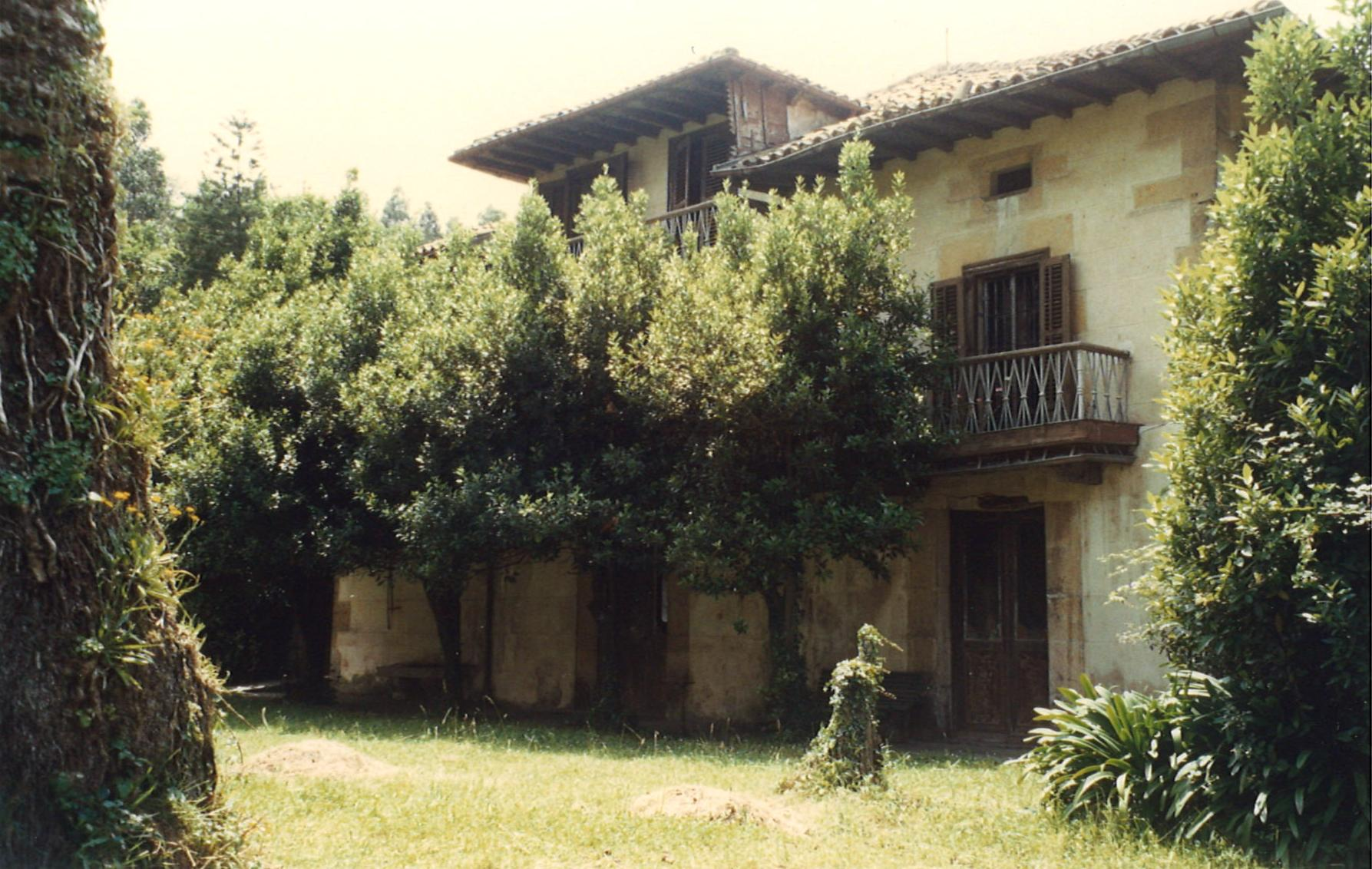
Palacio Condal de Mortera.

A pesar de que el pueblo actual es en su mayoría un conjunto de modernas urbanizaciones, aún conserva algunos ejemplos de construcciones antiguas:
- Palacio de los Condes de la Mortera fue declarado Bien de Interés Local en el año 2001. Este palacio era propiedad de Luisa Isabel Álvarez de Toledo y Maura, conocida como “La duquesa roja”, que la heredó tras la muerte de su marido. Al fallecer Isabel Álvarez de Toledo la casa pasó a ser propiedad de los tres hijos del matrimonio, dos varones y una mujer, y salió a subasta judicial, finalizada sin éxito, tras un largo proceso entre los herederos. Se levanta en El Bao, a la entrada del pueblo y es un palacio de indianos de finales del siglo XVIII. Está formado por cuatro edificios: la casa palacio, las caballerizas, la cochera y un edificio exento dedicado a biblioteca. El conjunto está rodeado de jardines con palmeras y una amplia finca con cierre de muro de mampostería, destacando una bella portalada de entrada al sur. 

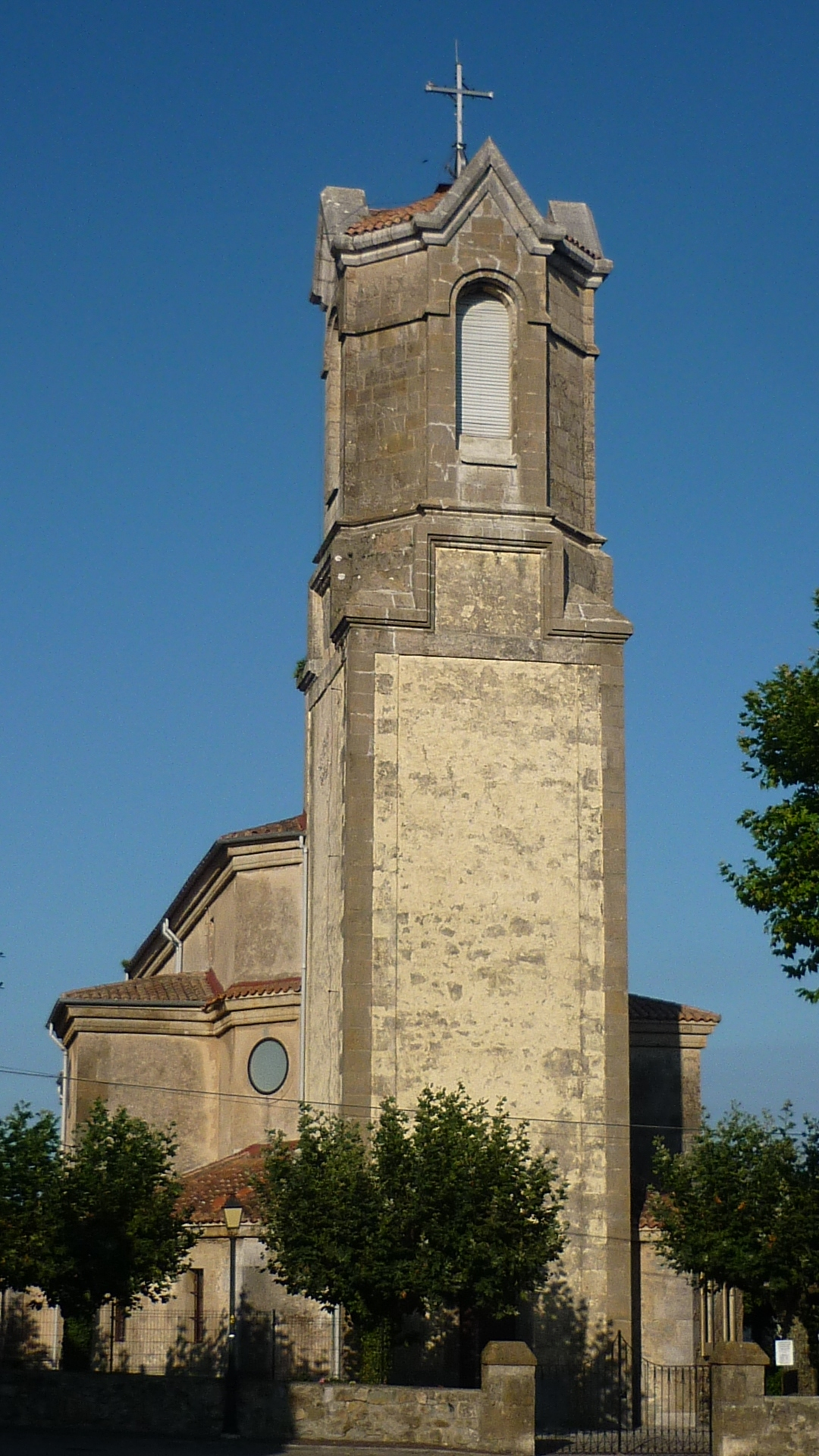
Iglesia de Mortera.

- Iglesia Parroquial de la Inmaculada Concepción y San Julián, construida a expensas del Excmo. Sr. Don Ramón de Herrera y San Cibrián, primer conde de Mortera y su esposa Dña. Manuela Marcos Sousa, fue inaugurada en el año 1886. Presenta una planta de cruz latina con tres naves abovedadas, cabecera poligonal, dos capillas, pórtico y torre de dos cuerpos y dos sacristías. Está rodeada de una campa con árboles. Es una amplia construcción de estilo ecléctico, con referencias medievales del románico y del gótico, en la que destaca su esbelta torre a los pies. En su retablo mayor destaca la talla de la Inmaculada Concepción (Patrona de la Parroquia y que celebra su fiesta el 8 de diciembre) de Mariano Benlliure, regalo de la V Condesa de la Mortera y su esposo el duque de Maura con ocasión de sus Bodas de Oro matrimoniales.
- Escuelas mixtas (año 1871) fueron construidas por el primer conde de la Mortera. Constaba de salas para niñas y para niños, así como aljibe, aseos, pequeño pórtico con arco de medio punto en piedra de sillería, puerta singular de madera y otra de forja, cerrando el conjunto una tapia de mampostería y árboles. Actualmente se encuentran en estado de abandono.
- Cementerio parroquial actual es también donación de los Condes. Sobresalen los panteones de las familias de los Condes de la Mortera y de don Cosme Blanco Herrera. La portalada del cementerio esta declara como elemento singular a proteger en el PGOU de Piélagos. 
- Monumento al Sagrado Corazón de Jesús ("El Santo"), regalo de los Condes de la Mortera al pueblo.

- Monolito homenaje de Mortera al Excmo. Sr. D. Ramón de Herrera y San Cibrian, I conde de la Mortera y a las familias Herrera y Maura (agosto de 2013), sito en la Plaza de los Condes de la Mortera, frente a la iglesia.

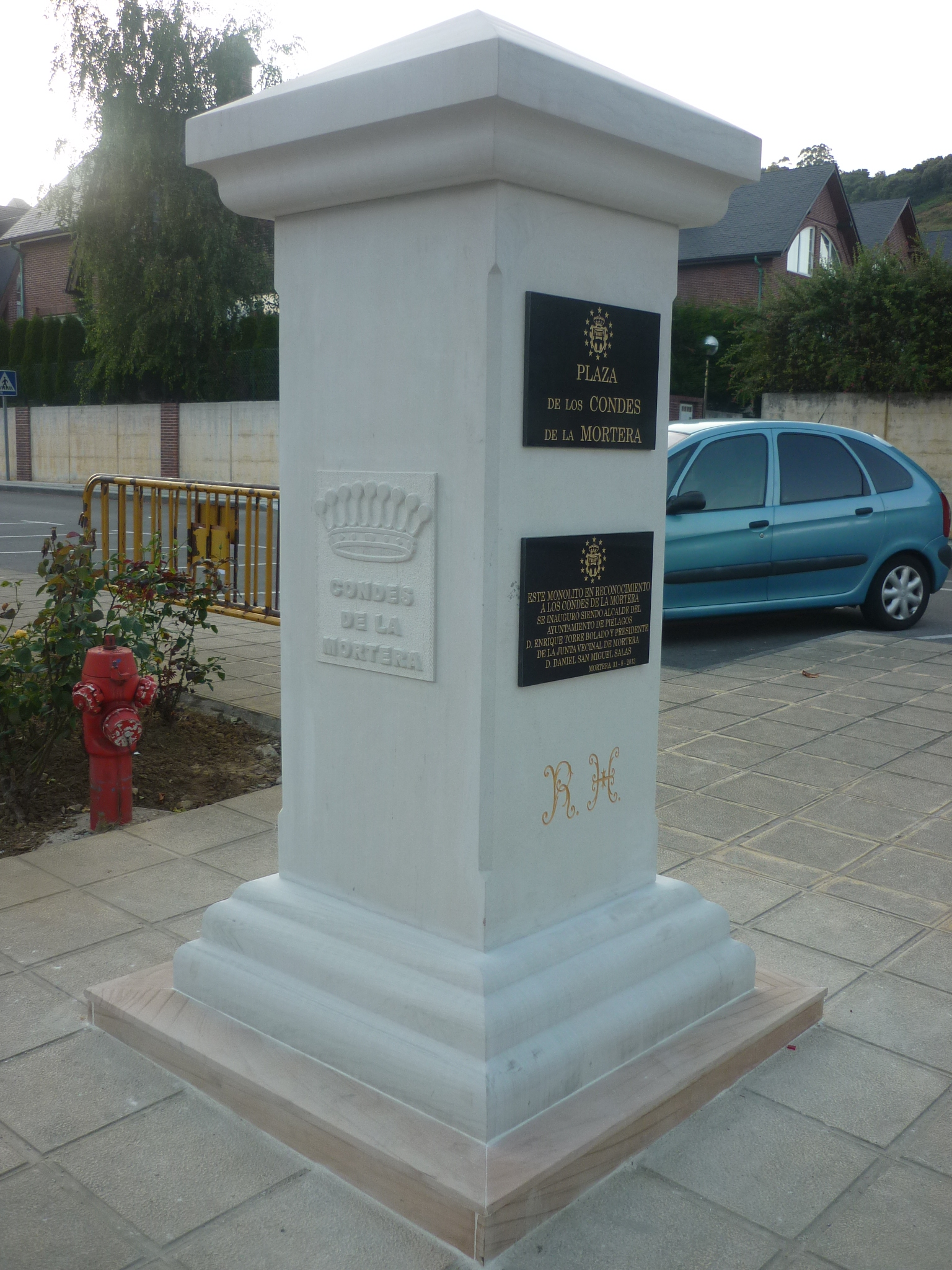

Existen varias casonas de indianos construidas en el siglo XIX en Mortera.

## Fiestas
- 31 de agosto (San Ramón Nonato).
- 8 de diciembre (Inmaculada Concepción).